# Uthegental
Uthegental Armgo es un personaje de ficción del universo de los Reinos Olvidados creado por R. A. Salvatore.
Uthegental es el maestro de armas de la casa Barrison Del'Armgo. Tras la muerte de Dantrag Baenre a manos de Drizzt Do'Urden durante el regreso de este a Menzoberranzan, Uthegental es considerado el mejor guerrero de la ciudad drow (Ultrin Sargtlin, en lengua drow). El drow mantiene relaciones íntimas con muchas mujeres de la casa Barrison Del'Armgo, ya que la madre matrona de la casa lo utiliza como semental.
Uthegental es extremadamente musculoso, en contraste con los esbeltos cuerpos de los drows. Mide 1,90 m (6′ 3″) de estatura y pesa alrededor de 90 kg (198 lb), lo cual hace de él el elfo oscuro más corpulento de Menzoberranzan. Lleva el cabello blanco muy corto y peinado de punta con un extracto gelatinoso, un alfiler de oro en cada mejilla y un aro de mithril atravesando la nariz. Su armas preferidas son un tridente negro y una red mágica, además de una lorica también negra y ajustada.
Uthegental lideró el grupo de vanguardia durante el ataque a Mithril Hall, y se internó en solitario en la ciudad de los svirfneblis, Blingdenstone; sin saber que horas antes los enanos de las profundidades la habían desalojado. Tras esto, recorrió con una pequeña cantidad de soldados los corredores interiores, intentando localizar a Drizzt Do'Urden para medir sus fuerzas con él. Fue localizado por Thibbledorf Pwent y su Brigada Rompebuches, que llevaban consigo a Bidderdoo Harpel, el mago-hombre lobo; y en la pelea Bidderdoo y Pwent lo mataron.
- Datos: Q6158213